# Castellfollit de Riubregós
Castellfollit de Riubregós – gmina w Hiszpanii, w prowincji Barcelona, w Katalonii, o powierzchni 26,28 km². W 2011 roku gmina liczyła 184 mieszkańców.